# Zofianka Górna
Zofianka Górna – wieś w Polsce położona w województwie lubelskim, w powiecie janowskim, w gminie Janów Lubelski.
Wierni kościoła rzymskokatolickiego należą do parafii św. Jadwigi Królowej w Janowie Lubelskim.

## Krótki opis
Wieś położona przy drodze krajowej 74 – szlak drogowy łączący węzeł Wieluń na drodze ekspresowej S8 i Kielce z Zamościem i przejściem granicznym z Ukrainą w Zosinie. Według Narodowego Spisu Powszechnego (III 2011 r.) liczyła 532 mieszkań i była trzecią co do wielkości miejscowością gminy Janów Lubelski.

## Historia
W wieku XIX Zofianka Górna i Dolna, dwie wsie w powiecie janowskim, gminie Kawęczyn, parafii Janów, odległe 5 wiorst od Janowa, przy szosie z Janowa do Frampola. Zofianka Górna posiadała 35 domów 296 mieszkańców i 418 mórg gruntu. Zofianka Dolna 13 domów  i 121 mieszkańców na 207 morgach. Wsie wchodziły w skład dóbr ordynacji Zamojskich.
- W 1820 roku między Janowem, a Krzemieniem powstała wieś Zofianka.
- Założycielem był Konstanty Zamoyski – XIII Ordynat (1799–1866)
- Za czasów Królestwa Polskiego istniała gmina Zofianka
- W latach 1975–1998 miejscowość administracyjnie należała do województwa  tarnobrzeskiego.